# Heidenheim (Mittelfranken)
Heidenheim (Mittelfranken) este o comună-târg din districtul Weißenburg-Gunzenhausen, regiunea administrativă Franconia Mijlocie, landul Bavaria, Germania.

## Monumente
- Mănăstirea benedictină Heidenheim⁠(fr)[traduceți], în prezent biserică parohială evanghelică